# 苍狼与白鹿 成吉思汗
《苍狼与白鹿 成吉思汗》是一款由光荣公司制作的历史回合制策略游戏，为苍狼与白鹿系列的第二部作品，于1987年在PC-9801个人电脑平台推出，后移植至多个平台发行。本作雖被官方稱為系列的第二部作品，但基本上可算是自1985年的初代作品更新而來的加強版本。
玩家可以选择操作成吉思汗或其他國家的君主進行遊戲，經由内政、外交及軍備等行動增加實力，進一步吞併其他国家，一統當時的世界。而自初代即為遊戲特色的後宮系統，則讓玩家能自由繁衍後代來壯大家族勢力。 
共有两个劇本可開啟游戏，分别是蒙古篇與世界篇。